# Patricia Fearing
Patricia Fearing è un personaggio del romanzo Operazione tuono di Ian Fleming e del film Agente 007 - Thunderball (Operazione tuono), il quarto della serie di James Bond basato sul libro. Nel film è soprannominata Pat ed è interpretata da Molly Peters.

## Biografia
Nel romanzo, come nel film, Patricia è un'infermiera che lavora in un centro benessere col compito di tenere in cura James Bond durante la sua permanenza. Al primo incontro respinge le consuete avance di Bond dimostrandosi fredda e impassibile; ma, in seguito ad un incidente con una macchina per la trazione muscolare, durante il quale il Conte Lippe aveva cercato di uccidere l'agente segreto mandando fuori controllo i comandi della macchina, sarà proprio Patricia a salvarlo.